# Nykøbing F. Revyen
Nykøbing F. Revyen eller Revykøbing er en dansk revy, der bliver opført 10-11 uger i sommerferien i Nykøbing Falster på Nykøbing Falster Teater.
Den første revy blev spillet i 1912, og i forbindelse med denne blev instruktøren fotograferet ved bygrænsen, hvor byskiltets "N" var dækket af en seddel, hvorpå der stod "Rev". Nu stod der Revykøbing i stedet for Nykøbing. Billedet blev anvendt i flere år i revyens program.
Revyen har bl.a. vundet "Årets Revy", Revyernes Revy og Charlies Revygalla.
I sæsonen 2014 blev der for andet år i træk slået rekord med 33.200 solgte billetter mod 33.000 i 2013. Antallet gjorde revyen til landets tredje største efter Cirkusrevyen og Tivolirevyen.
Dokumentarfilmen Revykøbing kalder fra 1973 er Sejr Volmer-Sørensens opsætning af Revykøbing i 1973.
I 2009 blev revyen nomineret til den nystiftede innovationspris, som blev uddelt af Østdansk turisme.
I 2013 vandt revyen prisen som Årets Revy ved Charlies Revygalla. Ved Revyernes Revy har Nykøbing F. Revyen vundet Årets Revy i 2005, 2009, 2013, 2014 og 2019.
Flemming Krøll var direktør for revyen fra 1985 til 1993. Herefter var Hilda Heick direktør i perioden 1993 til 1998. Krøll vendte tilbage i 1999.

## Kendte medvirkende
En lang række danske skuespillere har medvirket i revyen, heriblandt:
Ib Schønberg, Poul Bundgaard, Arthur Jensen, Jytte Abildstrøm, Karl Stegger, Jørgen Ryg, John Martinus, Bodil Udsen, Claus Ryskjær, Kjeld Nørgaard, Jørgen Buckhøj, Birthe Kjær, Gyda Hansen, Jens Okking, Peter Steen, Bendt Rothe, Claus Nissen, Jeanne Boel, Asger Reher, Benny Hansen, Grethe Sønck, Kai Løvring, Kirsten Siggaard, Lise Lotte Lohmann Grethe Mogensen, Grethe Sønck, Margrethe Koytu, Dick Kaysø, Keld Heick, Hilda Heick, Finn Nielsen, Jesper Klein, Amin Jensen, Henrik Lykkegaard, Henrik Koefoed, Pernille Schrøder, Thomas Mørk, Andreas Bo Pedersen, Birgitte Raaberg, Ole Thestrup, Trine Gadeberg, Mads Knarreborg, Flemming Jensen, Vicki Berlin, Susanne Breuning, Anne Karin Broberg, Ditte Gråbøl, Julie Steincke, Lise-Lotte Norup, Ann Hjort og Mette Marckmann.

## Revyer

### Nykøbing F. Revyen 1999
- Grethe Sønck, Tina Christiansen, Asger Reher, Jesper Klein, Flemming Krøll

### Nykøbing F. Revyen 2000
- Grethe Sønck, Margrethe Koyto, Asger Reher, Tom McEwan, Flemming Krøll

### Nykøbing F. Revyen 2001
- Ann-Mari Max Hansen, Gunvor Reynberg, Jacob Morild, Max Hansen, Flemming Krøll

### Nykøbing F. Revyen 2002
- Ann-Mari Max Hansen, Gunvor Reynberg, Jacob Morild, Max Hansen, Flemming Krøll

### Nykøbing F. Revyen 2003
- Ann-Mari Max Hansen, Amin Jensen, Asger Reher, Kit Eichler, Flemming Krøll

### Nykøbing F. Revyen 2004
- Pernille Schrøder, Lise-Lotte Norup, Henrik Lykkegaard, Thomas Mørk, Flemming Krøll

### Nykøbing F. Revyen 2005
- Asger Reher, Lise-Lotte Norup, Jesper Lohmann, Pernille Schrøder og Flemming Krøll.

### Nykøbing F. Revyen 2006
- Jeanne Boel, Andreas Bo Pedersen, Birgitte Raaberg, Donald Andersen, Flemming Krøll

### Nykøbing F. Revyen 2007
- Pernille Schrøder, Lise-Lotte Norup, Karsten Jansfort, Ole Thestrup, Flemming Krøll

### Nykøbing F. Revyen 2008
- Pernille Schrøder, Trine Gadeberg, Karsten Jansfort, Thomas Mørk, Flemming Krøll

- Nummeret "Deleprinserne" skrevet af Vase & Fuglsang, vandt "Årets Revynummer".

### Nykøbing F. Revyen 2009
- Jeanne Boel, Anne-Karin Broberg, Mads Knarreborg, Flemming Jensen, Flemming Krøll

- Nykøbing F. Revyen vandt Årets Revy

### Nykøbing F. Revyen 2010
- Pernille Schrøder, Jeanne Boel, Karsten Jansfort, Tom Jensen, Flemming Krøll

- Tom Jensen vandt Årets Dirch

### Nykøbing F. Revyen 2011
- Vicki Berlin, Ann Hjort, Thomas Mørk,Tom Jensen, Flemming Krøll

- Vickie Berlin vandt Årets Dirch

### Nykøbing F. Revyen 2012
- Susanne Breuning, Vicki Berlin, Karsten Jansfort, Rasmus Krogsgaard, Flemming Krøll
- 100 års jubilæum

### Nykøbing F. Revyen 2013
- Pernille Schrøder, Mette Marckmann, Henrik Lykkegaard, Henrik Koefoed, Flemming Krøll

Nykøbing F. Revyen vandt årets revy 2013 - Både ved Revyernes Revy og Charlies Revygalla

### Nykøbing F. Revyen 2014
- Julie Steincke, Ditte Gråbøl, Karsten Jansfort, Rasmus Krogsgaard, Flemming Krøll

Nykøbing F. Revyen vandt årets revy 2014 ved Revyernes Revy. 

### Nykøbing F. Revyen 2015
- Julie Steincke, Jeanne Boel, Vicki Berlin, Rasmus Krogsgaard, Michael Hasselflug Flemming Krøll
- Året var 25 års jubilæum for Flemming Krøll.

### Nykøbing F. Revyen 2016
- Pernille Schrøder, Michael Hasselflug, Lisbeth Kjærulff, Jacob Morild, Flemming Krøll
- Pernille Schrøder vandt årets Dirch ved Revyernes Revy

### Nykøbing F. Revyen 2017
- Pernille Schrøder, Asger Reher, Lisbeth Kjærulff, Pelle Emil Hebsgaard, Flemming Krøll

### Nykøbing F. Revyen 2018
- Pernille Schrøder, Gordon Kennedy, Julie Steincke, Rasmus Krogsgaard, Flemming Krøll
- Flemming Krølls sidste år på scenen

### Nykøbing F. Revyen 2019
- Pernille Schrøder, Rikke Buch Bendtsen, Troels Malling, Rasmus Krogsgaard, Henrik Koefoed

- Instruktør: Michel Castenholt

- Kapelmester: Mickey Pless

- Producer: Flemming Krøll

- Scenograf: Anders D. Jensen

- Koreograf: Steffen Hulehøj Frederiksen

Pernille Schrøder & Mickey Pless blev revydirektører. Pernille trak sig dog som direktør i 2020, så nu er Mickey alene direktør.

### Nykøbing Falster Revyen 2021
Rasmus Krogsgaard, Pernille Schrøder, Karsten Jansfort, Rikke Buch Bendtsen, Silas Holst
- Instruktør: Rasmus Krogsgaard

- Kapelmester: Mickey Pless

- Scenograf: Niels Secher

Revyen rykkede dette år (grundet Corona-pandemien) ind i Nykøbing F. Hallen og spillede revy. Grundet afstandsreglerne kunne det ikke hænge sammen at spille i teatret, hvor revyen normalt holder til.

### Nykøbing Falster Revyen 2022
Rasmus Krogsgaard, Bente Eskesen, Troels Malling, Gordon Kennedy, Kristine Yde
- Instruktør: Rasmus Krogsgaard

- Kapelmester: Mickey Pless

- Scenograf: Niels Secher

Revyen fik 5 og 6 stjernede anmeldelser hos alle anmelderne, Bente Eskesen vandt Årets Dirch ved Revyernes Revy og revyen blev kåret som Årets Revy.

### Nykøbing Falster Vinterrevy 2023
Jan Schou, Leif Maibom og Rikke Buch Bendtsen
- Instruktør: Jan Hertz

- Kapelmester: Mickey Pless

- Scenograf: Lars Rødbroe

Følgende numre var med:
| 1. Akt                  | 1. Akt                               | 1. Akt                               | 1. Akt       |
| Nummer                  | Tekst                                | Musik                                | Medvirkende  |
| ----------------------- | ------------------------------------ | ------------------------------------ | ------------ |
| Løftebrud og kovending  | Leif Maibom                          | Mickey Pless                         | Alle         |
| Alternativ behandling   | Leif Maibom                          |                                      | Jan & Leif   |
| Noget om billigrejser   | Leif Maibom                          |                                      | Rikke & Jan  |
| Hurra for CO2'en        | Leif Maibom                          | Thomas Pakula                        | Leif         |
| Dronningen i eksil      | Leif Maibom                          |                                      | Jan          |
| Store danskere          | Leif Maibom                          | Thomas Pakula                        | Alle         |
| Mit ID                  | Kasper Le Fevre og Preben Kristensen |                                      | Rikke & Leif |
| Det bli'r koldere       | Leif Maibom                          | Kenneth Sichlau                      | Jan          |
| Vor Herre Bevares       | Jan Svarrer og Søren Anker Madsen    |                                      | Rikke & Leif |
| What a Wonderful World  | George David Weiss og George Douglas | George David Weiss og George Douglas | Rikke        |
| Fællessang med Henning  | Carl-Erik Sørensen                   | Jens Krøyer                          | Jan          |
| Den nye fredagsbar      | Leif Maibom                          |                                      | Leif & Jan   |
| Jeg har været der       | Lukas Birch                          | Mickey Pless                         | Rikke        |
| Med åbne arme           | Leif Maibom                          |                                      | Rikke & Jan  |
| Thorleif siger undskyld | Leif Maibom                          |                                      | Leif         |
| En støttekoncert        | Leif Maibom                          | Diverse                              | Alle         |
| Noget om masker         | Sejr Volmer-Sørensen og Leif Maibom  | Max Leth og Mickey Pless             | Alle         |
| 80 minutter             | Leif Maibom                          | Mickey Pless                         | Alle         |

### Revykøbing - Nykøbing Falster Revyen 2023
Rasmus Krogsgaard, Bente Eskesen, Troels Malling, Lisbeth Kjærulff og Karen-Marie Lillelund
- Instruktør: Michel Castenholt

- Kapelmester: Mickey Pless

- Scenograf: Lars Rødbroe

### Nykøbing Falster Vinterrevy 2024
Jesper Lundgaard, Thomas Mørk og Jeanne Boel
- Instruktør: Jeanne Boel

- Kapelmester: Mickey Pless

- Scenograf: Lars Rødbroe